# Doroteo Bachiller

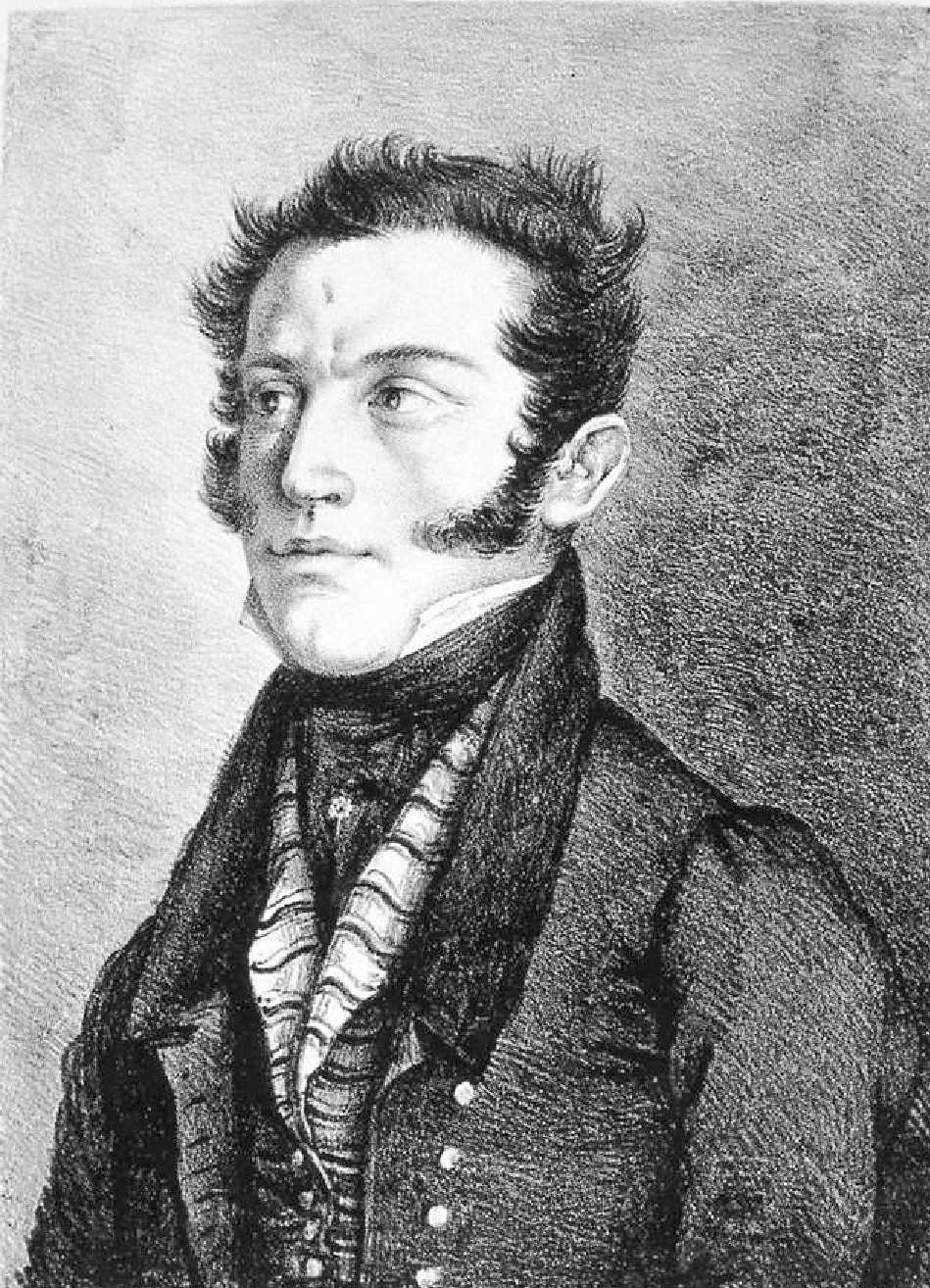
Retrato de Doroteo Bachiller

Doroteo Bachiller (f. 1866) fue un dibujante y litógrafo español.

## Biografía

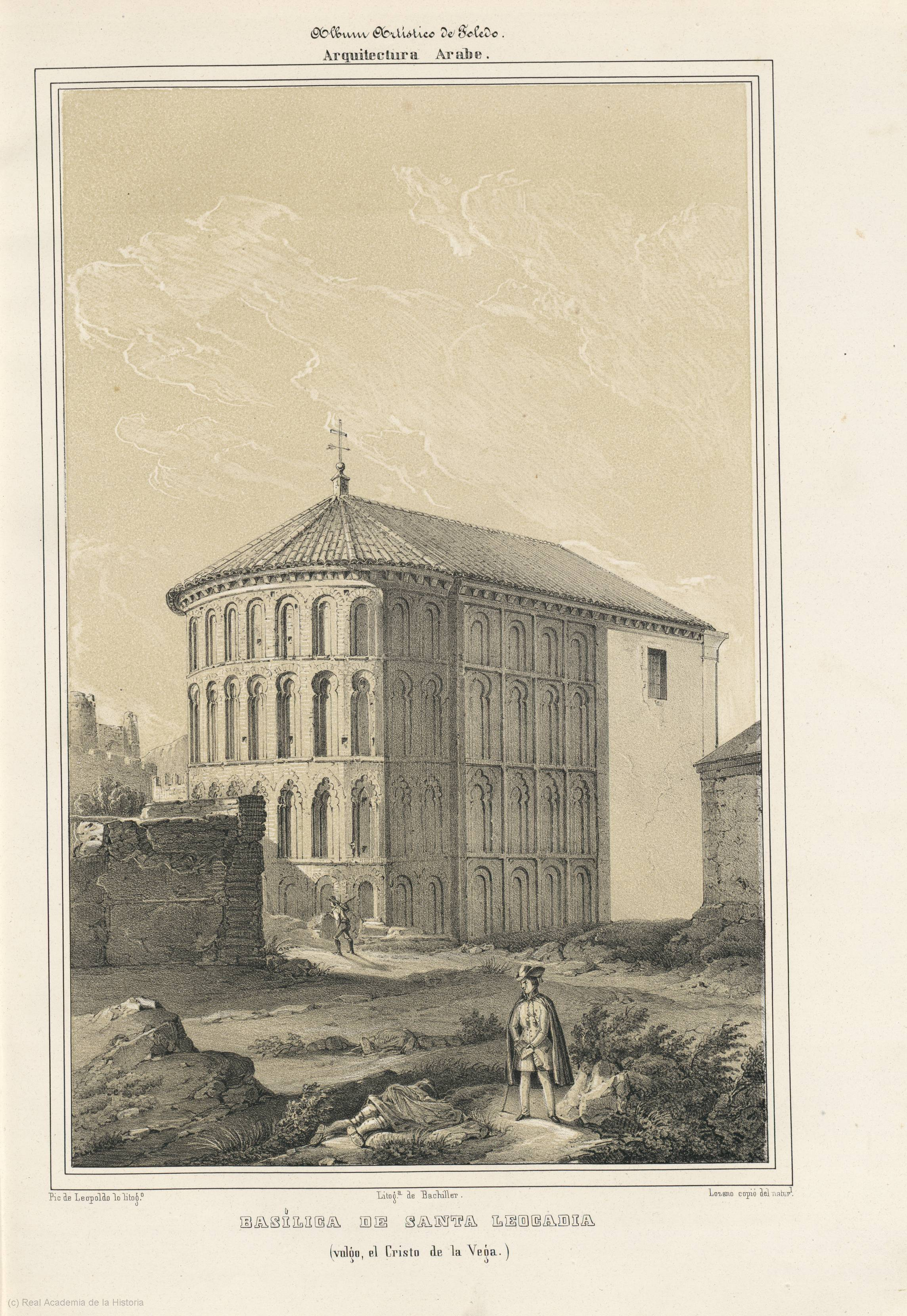
«Pic de Leopoldo lo litog.º. Litog.ª de Bachiller. Lozano copió del natur^{l}. (Álbum artístico de Toledo, 1848)

Dibujante y litógrafo, en su juventud había estado pensionado por el Gobierno para estudiar en París y Londres el arte de la litografía. Presentó varios trabajos en diversas exposiciones industriales y artísticas. Tomó mayor o menor parte en las obras Atlas de España, Álbum artístico de Toledo, Viaje histórico a los sitios, Plano de Madrid, Mapa histórico de las batallas en tiempo de los romanos en España y Memoria descriptiva del teatro Real de Madrid, entre otras.
Se desempeñó como litógrafo de cámara, además de ejercer como director de la litografía de la Imprenta Nacional. Regentó un establecimiento litográfico con locales en el número 16 de la calle de Preciados y en el 7 de la calle de las Veneras, en Madrid.
Falleció en 1866.